# Caecius Severus

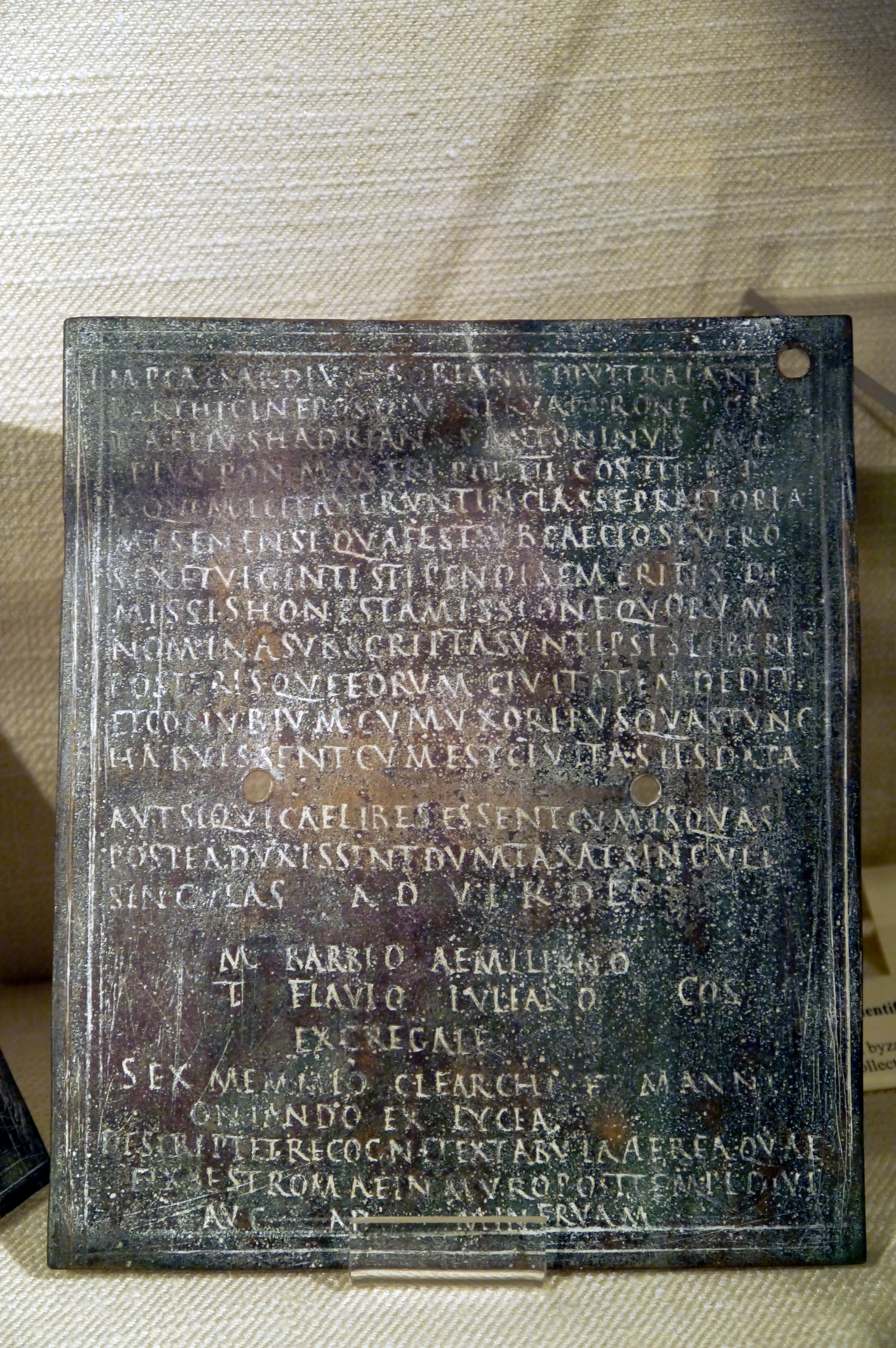
Das Militärdiplom von 140 n. Chr.

Caecius Severus (sein Praenomen ist nicht bekannt) war ein im 2. Jahrhundert n. Chr. lebender Angehöriger des römischen Ritterstandes (Eques).
Durch drei Militärdiplome, die auf den 13. Februar 139, den 26. November 140 und den 30. September 141 datiert sind, ist belegt, dass Caecius Severus mindestens von Februar 139 bis Ende September 141 Kommandeur (Praefectus) der in Misenum stationierten römischen Flotte (classis praetoria Misenensis) war.
Caecius Severus dürfte das Kommando vermutlich aber bis kurz vor dem 6. Oktober 142 ausgeübt haben. Valerius Paetus übernahm das Kommando über die Flotte zwischen dem 1. August und dem 6. Oktober 142 und war daher wohl sein Nachfolger, da es unwahrscheinlich ist, dass zwischen dem 30. September 141 und dem 6. Oktober 142 ein unbekannter Präfekt die Flotte am Golf von Neapel kommandierte.